# Gabinia de suffragiis
Gabinia de suffragiis o Gabinia tabellaria va ser una antiga llei romana establerta sota els consols Gneu Calpurni Pisó i Marc Popil·li Laenes l'any 140 aC (613 de la fR) a proposta del tribú de la plebs Aule Gabini. Protegia la llibertat dels comicis en establir que a l'elecció de magistrats els vots fossin donats en tauletes i no a mà alçada o de paraula.